# Plateau de Loriu
Le plateau de Loriu est un substratum rocheux du Précambrien, exposé sur le bord sud-ouest du lac Turkana, au Kenya. Il n'est que saisonnièrement habitable du fait de son aridité. Il abritait autrefois une faune rare dans la région. Le plateau se situe à l'ouest du volcan Barrier qui lui est adjacent près de l'extrémité méridionale du lac.

## Géographie
Le plateau de Loriu est bordé par le lac Turkana à l'est, la ville de Kapedo au sud, la rivière Kerio à l'ouest et le delta de la Kerio au nord. Il fait 64 kilomètres de long du nord au sud, et environ 8 kilomètres de large. Il est recouvert par des coulées de lave datant du Pliocène. Le côté occidental du plateau s'élève progressivement tandis son côté oriental s'achève sur un escarpement de faille qui domine les basses terres de 366 mètres à certains endroits. Son altitude maximale est de 1 463 mètres.

## Géologie
Le socle précambrien est fait de gneiss ; il est exposé depuis la formation du plateau qui fait suite à la dislocation par des failles et au basculement de ce socle[Quand ?] qui est clairement visible et forme la majeure partie de l'escarpement de Mugor, situé sur le bord oriental. En raison de la pente progressive de sa partie occidentale, ce n'est probablement pas un horst.
Les laves qui recouvrent le plateau datent du Pliocène ; elles sont principalement constituées de basalte aphyrique, de couleur grise, et de trachytes à olivine. On trouve aussi des phénocristaux de pyroxènes. À l'ouest, on trouve quelques basaltes porphyriques mafiques et des basaltes anciens du Miocène, entaillés par des dykes et des failles. De la néphélinite olivineuse a été trouvée près de ces basaltes.
La frange sud est bordée par un groupe volcanique important autour de la caldeira de Lomi.

## Faune et flore
Le bassin du Turkana abritait une grande diversité d'espèces animales, dont beaucoup ont servi de base pour nommer des lieux de la région. Un certain nombre d'animaux que l'on ne trouve plus dans le reste du bassin, notamment l'oryx, le grand koudou et l'autruche, ont été découverts sur le plateau de Loriu lors des premières d'expéditions scientifiques étrangères dans les années 1960.
Le plateau de Loriu abrite une communauté floristique diverse, avec des acacias, des zones de bush et des prairies clairsemées. Certaines parties du plateau sont trop escarpées pour abriter de la végétation.